# Katarzyna Piter
| jaar | rang enkelspel | rang dubbelspel |
| ---- | -------------- | --------------- |
| 2006 | 1340           | –               |
| 2007 | 675            | –               |
| 2008 | 466            | 585             |
| 2009 | 330            | 322             |
| 2010 | 242            | 385             |
| 2011 | 324            | 129             |
| 2012 | 376            | 183             |
| 2013 | 122            | 81              |
| 2014 | 162            | 78              |
| 2015 | 218            | 146             |
| 2016 | 239            | 116             |
| 2017 | 345            | 247             |
| 2018 | 297            | 213             |
| 2019 | 357            | 248             |
| 2020 | 366            | 134             |
| 2021 | 493            | 93              |
| 2022 | –              | 114             |
| 2023 | –              | 67              |
| 2024 | –              | 63              |

Katarzyna Piter (Poznań, 16 februari 1991) is een professioneel tennisspeelster uit Polen. Piter begon met tennis toen zij vijf jaar oud was. Haar favoriete ondergrond is gravel. Zij speelt rechtshandig en heeft een tweehandige backhand. Zij is actief in het proftennis sinds 2006.

## Loopbaan

### Enkelspel
In 2006 debuteerde Piter in de hoofdtabel van een ITF-toernooi, in Warschau, de hoofdstad van haar thuisland – zij kwam niet voorbij de eerste ronde. Bij de tweede poging, enkele weken later, op het ITF-toernooi van Olecko (Polen), bereikte zij de kwartfinale, door onder meer haar landgenote Klaudia Jans te verslaan. In 2007 stond zij voor het eerst in een finale, op het ITF-toernooi van Michalovce (Slowakije) – zij verloor van de Slowaakse Kristína Kučová. Later dat jaar won Piter haar eerste titel, op het ITF-toernooi van Bielefeld (Duitsland) – zij won van de Duitse Dominice Ripoll.
Piter stond in de loop van haar carrière twintigmaal in een ITF-finale – zij won daarvan acht finales, waarbij zij onder meer Kiki Bertens, Bibiane Schoofs, Irina-Camelia Begu en Sofia Kenin versloeg.
Aan het WTA-circuit nam zij voor het eerst deel in 2009, op het toernooi van Warschau – zij was middels een wildcard voor het toernooi uitgenodigd, maar verloor in de eerste ronde van de Oekraïense Aljona Bondarenko. Het jaar daarna meldde zij zich weer in Warschau – zij bereikte de tweede ronde: won van landgenote Marta Domachowska, en verloor van Li Na. Het Warschau-toernooi werd daarna niet meer gehouden. Op de (weinige) andere WTA-toernooien waaraan Piter deelnam, wist zij zich lange tijd niet voor het hoofdtoernooi te kwalificeren. In 2013 speelde Piter pas weer op een WTA-hoofdtoernooi, op het challenger-toernooi van Ningbo. Zij bereikte er de tweede ronde. Haar beste enkelspelresultaat op de WTA-toernooien is het bereiken van de kwartfinale op de International-toernooien van Luxemburg (2013) en Rio de Janeiro (2014). Na 2017 legde zij zich uitsluitend toe op het dubbelspel.
Piter nam deel aan alle vier grandslamtoernooien maar strandde steeds in de eerste ronde. Haar hoogste notering op de WTA-ranglijst is de 95e plaats, die zij bereikte in mei 2014.

### Dubbelspel
Haar debuut op het ITF-toernooi van Olecko (2006) bracht haar meteen in de halve finale. Dat zette vanaf het begin de toon dat Piter in het dubbelspel succesvoller werd dan in het enkelspel. In 2008 speelde zij voor het eerst een finale, samen met de Slowaakse Lenka Juríková – zij won daar haar eerste dubbelspeltitel.
Piter stond gedurende haar loopbaan vijftig keer in een ITF-finale – zij won daarvan 26 finales, met wisselende partners, voor het laatst in augustus 2024. Op de WTA-tour trad zij voor het eerst op tijdens het toernooi van Straatsburg in 2011 – samen met de Duitse Angelique Kerber versloeg zij het eerste reekshoofd (Lucie Hradecká en Sania Mirza) en bereikte zij de kwartfinale. Later dat jaar stond zij samen met de Française Kristina Mladenovic in de finale op het toernooi van Kopenhagen – zij verloren van Johanna Larsson en Jasmin Wöhr. In 2012 concentreerde Piter zich op ITF-toernooien; sinds 2013 neemt zij ook weer aan WTA-toernooien deel. Zij won haar eerste WTA-toernooi in Palermo, samen met Kristina Mladenovic. Tien jaar later volgde de tweede, in Boedapest, aan de zijde van de Hongaarse Fanny Stollár. In 2024 won zij haar derde WTA-titel op het WTA 125-toernooi van Valencia, weer geflankeerd door Stollár. Met de zelfde partner prolongeerde zij haar titel in Boedapest. Ook haar vijfde titel, op het WTA 125-toernooi van Guadalajara, verkreeg zij aan de zijde van de Hongaarse.
In 2025 won Piter haar zesde WTA-titel op het WTA 500-toernooi van Mérida, nu geflankeerd door de Egyptische Mayar Sherif. In april haakte zij nipt aan bij de top 50.
Haar beste resultaat op de grandslamtoernooien is het bereiken van de tweede ronde. Haar hoogste notering op de WTA-ranglijst is de 49e plaats, die zij bereikte in juni 2025.

### Tennis in teamverband
In 2009 maakte Piter deel uit van het Poolse Fed Cup-team. Zij won onder meer haar enkelspelpartij tegen de Zweedse Johanna Larsson. Samen met Klaudia Jans won zij van het Bosnische team Mervana Jugić-Salkić en Sandra Martinović. Ook in 2013 en 2014 vertegenwoordigde Piter haar land bij de Fed Cup. Samen met Alicja Rosolska versloeg zij in Koksijde het Belgische koppel Ysaline Bonaventure en An-Sophie Mestach (april 2013). In 2014, tijdens de ontmoeting met Zweden, verloor Piter haar beide enkelspelpartijen, tegen Johanna Larsson en Sofia Arvidsson. Tot en met 2017 behaalde zij op de Fed Cup een winst/verlies-balans van 7–6.

## Resultaten grandslamtoernooien
| Legenda | Legenda                          |
| ------- | -------------------------------- |
| g.t.    | geen toernooi gehouden           |
| l.c.    | lagere categorie                 |
| –       | niet deelgenomen                 |
| G       | uitgeschakeld in de groepsfase   |
| 1R      | uitgeschakeld in de eerste ronde |
| 2R      | uitgeschakeld in de tweede ronde |
| 3R      | uitgeschakeld in de derde ronde  |
| 4R      | uitgeschakeld in de vierde ronde |
| KF      | uitgeschakeld in de kwartfinale  |
| HF      | uitgeschakeld in de halve finale |
| F       | de finale verloren               |
| W       | het toernooi gewonnen            |
| w-v     | winst/verlies-balans             |

### Enkelspel
| Toernooi        | 2014 |
| --------------- | ---- |
| Australian Open | 1R   |
| Roland Garros   | 1R   |
| Wimbledon       | 1R   |
| US Open         | 1R   |

### Vrouwendubbelspel
| toernooi        | 2014 | 2015 |    | 2022 | 2023 | 2024 | 2025 |
| --------------- | ---- | ---- | -- | ---- | ---- | ---- | ---- |
| Australian Open | 2R   | 1R   | 1R | –    | 1R   | 1R   |      |
| Roland Garros   | 2R   | –    | 1R | 2R   | 1R   | 1R   |      |
| Wimbledon       | 1R   | –    | 1R | 1R   | 1R   |      |      |
| US Open         | 2R   | –    | 1R | 1R   | 1R   |      |      |

## Palmares
| Legenda                 |
| ----------------------- |
| Grandslamtoernooi       |
| Olympische Spelen       |
| Year-End Championships  |
| Premier Mandatory       |
| Premier Five / WTA 1000 |
| Premier / WTA 500       |
| International / WTA 250 |
| Challenger / WTA 125    |

### WTA-finaleplaatsen enkelspel
geen

### WTA-finaleplaatsen vrouwendubbelspel
| nr.              | finale     | toernooi            | ondergrond    | partner              | tegenstandsters                        | score            |         |
| ---------------- | ---------- | ------------------- | ------------- | -------------------- | -------------------------------------- | ---------------- | ------- |
| gewonnen finales |            |                     |               |                      |                                        |                  |         |
| 1.               | 2013-07-14 | WTA Palermo         | gravel        | Kristina Mladenovic  | Karolína Plíšková Kristýna Plíšková    | 6-1, 5-7, [10-8] | details |
|                  |            |                     |               |                      |                                        |                  |         |
| 2.               | 2023-07-23 | WTA Boedapest       | gravel        | Fanny Stollár        | Jessie Aney Anna Sisková               | 6-2, 4-6, [10-4] | details |
| 3.               | 2024-06-16 | WTA Valencia        | gravel        | Fanny Stollár        | Angelica Moratelli Renata Zarazúa      | 6-1, 4-6, [10-8] | details |
| 4.               | 2024-07-20 | WTA Boedapest       | gravel        | Fanny Stollár        | Anna Danilina Irina Chromatsjova       | 6-3, 3-6, [10-3] | details |
| 5.               | 2024-09-06 | WTA Guadalajara     | hardcourt     | Fanny Stollár        | Angelica Moratelli Sabrina Santamaria  | 6-4, 7-5         | details |
| 6.               | 2025-03-02 | WTA Mérida          | hardcourt     | Mayar Sherif         | Anna Danilina Irina Chromatsjova       | 7-6, 7-5         | details |
| verloren finales |            |                     |               |                      |                                        |                  |         |
| 01.              | 2011-06-12 | WTA Kopenhagen      | hardcourt (i) | Kristina Mladenovic  | Johanna Larsson Jasmin Wöhr            | 3-6, 3-6         | details |
| 02.              | 2014-04-27 | WTA Marrakesh       | gravel        | Maryna Zanevska      | Garbiñe Muguruza Romina Oprandi        | 6-4, 2-6, [9-11] | details |
| 03.              | 2016-07-17 | WTA Boekarest       | gravel        | Alexandra Cadanțu    | Jessica Moore Varatchaya Wongteanchai  | 3-6, 6-7         | details |
|                  |            |                     |               |                      |                                        |                  |         |
| 04.              | 2021-07-25 | WTA Gdynia          | gravel        | Kateryna Bondarenko  | Anna Danilina Lidzija Marozava         | 3-6, 2-6         | details |
| 05.              | 2021-08-08 | WTA Cluj-Napoca     | gravel        | Mayar Sherif         | Natela Dzalamidze Kaja Juvan           | 3-6, 4-6         | details |
| 06.              | 2021-09-12 | WTA Karlsruhe       | gravel        | Mayar Sherif         | Irina Maria Bara Ekaterine Gorgodze    | 3-6, 6-2, [7-10] | details |
| 07.              | 2022-07-17 | WTA Boedapest       | gravel        | Kimberley Zimmermann | Ekaterine Gorgodze Oksana Kalasjnikova | 6-1, 4-6, [6-10] | details |
| 08.              | 2023-04-02 | WTA San Luis Potosí | gravel        | Oksana Kalasjnikova  | Aliona Bolsova Andrea Gámiz            | 6-7, 4-6         | details |
| 09.              | 2023-04-08 | WTA Bogota          | gravel        | Oksana Kalasjnikova  | Irina Chromatsjova Iryna Sjymanovitsj  | 1-6, 6-3, [6-10] | details |
| 10.              | 2023-06-24 | WTA Gaiba           | gras          | Weronika Falkowska   | Han Na-lae Jang Su-jeong               | 3-6, 6-3, [6-10] | details |
| 11.              | 2023-07-30 | WTA Warschau        | gravel        | Weronika Falkowska   | Heather Watson Yanina Wickmayer        | 4-6, 4-6         | details |
| 12.              | 2024-03-30 | WTA San Luis Potosí | gravel        | Laura Pigossi        | Anna Bondár Tamara Zidanšek            | forfait          | details |
| 13.              | 2024-05-04 | WTA Lleida          | gravel        | Mayar Sherif         | Nicole Melichar-Martinez Ellen Perez   | 5-7, 2-6         | details |
| 14.              | 2024-10-27 | WTA Guangzhou       | hardcourt     | Fanny Stollár        | Kateřina Siniaková Zhang Shuai         | 4-6, 1-6         | details |
| 15.              | 2024-11-03 | WTA Jiujiang        | hardcourt     | Fanny Stollár        | Guo Hanyu Moyuka Uchijima              | 6-7, 5-7         | details |